# Ferdinand von Schmid
Ludwig Ferdinand von Schmid, känd under pseudonymen Dranmor, född den 22 juli 1823 i Muri bei Bern, död den 17 mars 1888 i Bern, var en schweizisk författare.
von Schmid var köpman i Brasilien, där han förvärvade stor rikedom. Bland hans dikter, samlade 1873 (3:e upplagan 1879), finns melankoliska lyriska stycken, ballader och berättelser från Sydamerika av stämning och stil, men i avsaknad av egentlig konkretion.